# Säkerhets- och utvecklingscentret för läkemedelsområdet Fimea
Ej att förväxla med Tillstånds- och tillsynsverket för social- och hälsovården Valvira

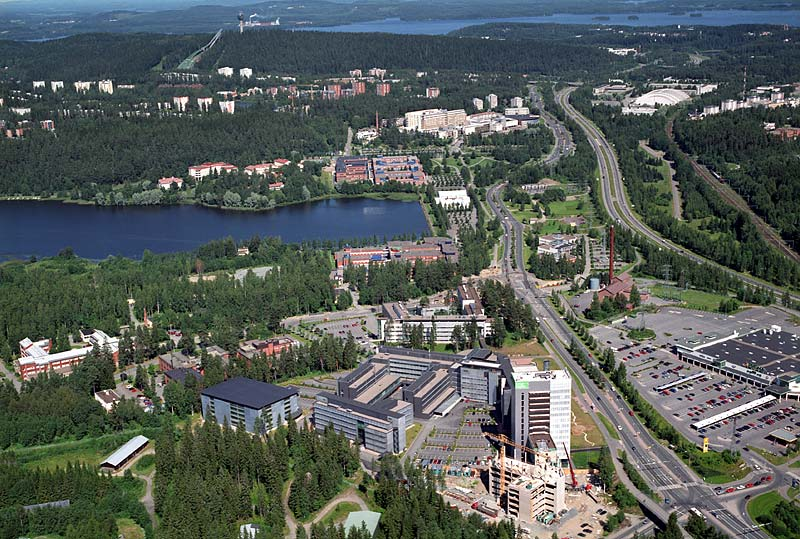
Kuopios vetenskapspark. Fimeas huvudkontor ligger något till vänster om bildens mitt.

Säkerhets- och utvecklingscentret för läkemedelsområdet Fimea (finska: Lääkealan turvallisuus- ja kehittämiskeskus Fimea) är en finländsk central myndighet, som ligger under Social- och hälsovårdsministeriet. 
Fimea utövar översyn och kontroll av mediciner, medicintekniska produkter, blod- och vävnadspreparat samt bidrar till att utveckla läkemedelsområdet för att främja folkhälsan. Det bildades 2009 och tog då över funktioner inom Läkemedelsverket, som då upplöstes.
Det har sitt huvudkontor i Kuopios vetenskapspark i Kuopio samt kontor i Helsingfors, Tammerfors, Uleåborg och Åbo.
Fimea har tre organisatoriska enheter:
- Avdelningen för tillsyn över aktörerna inom läkemedelsområdet
- Avdelningen för utvärdering av läkemedelspreparat
- Avdelningen för utvärdering av läkemedelsbehandlingar
- Administrativt stöd